# Yahya Muhammad Hamid ad-Din

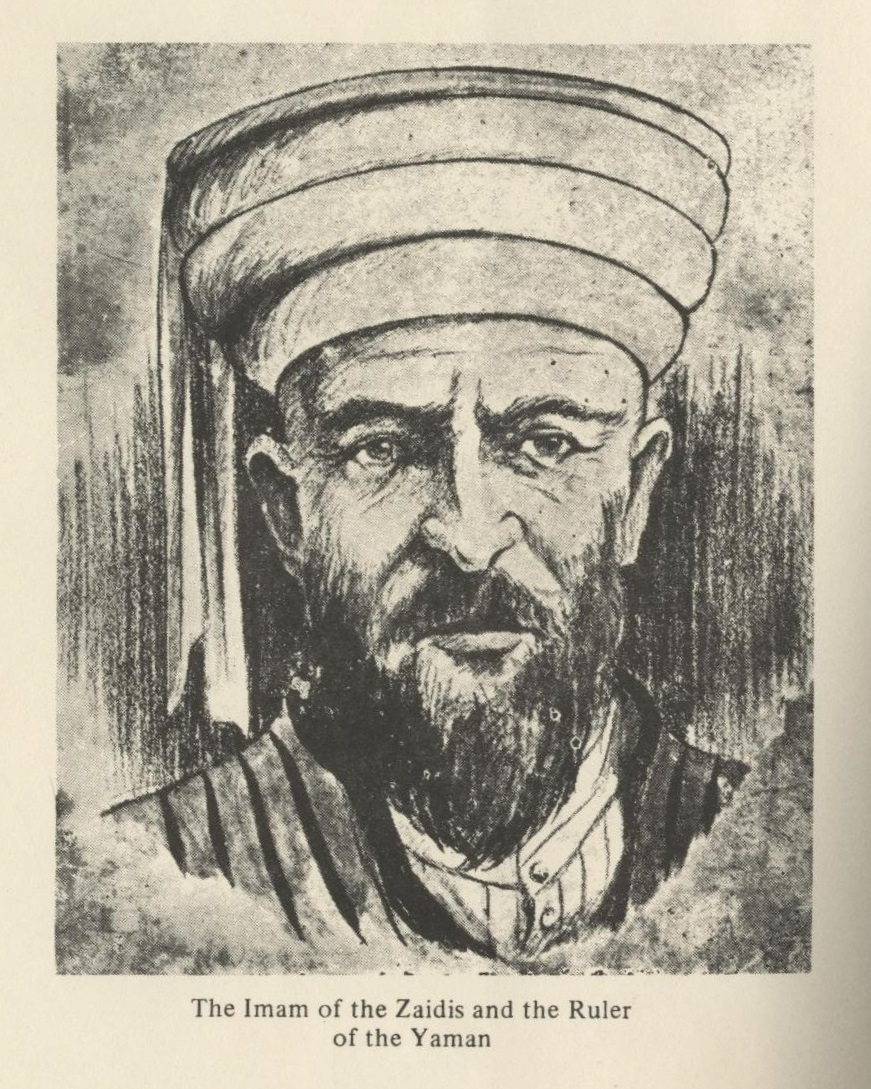
Porträt von Yahya Muhammad Hamid ad-Din (1922)

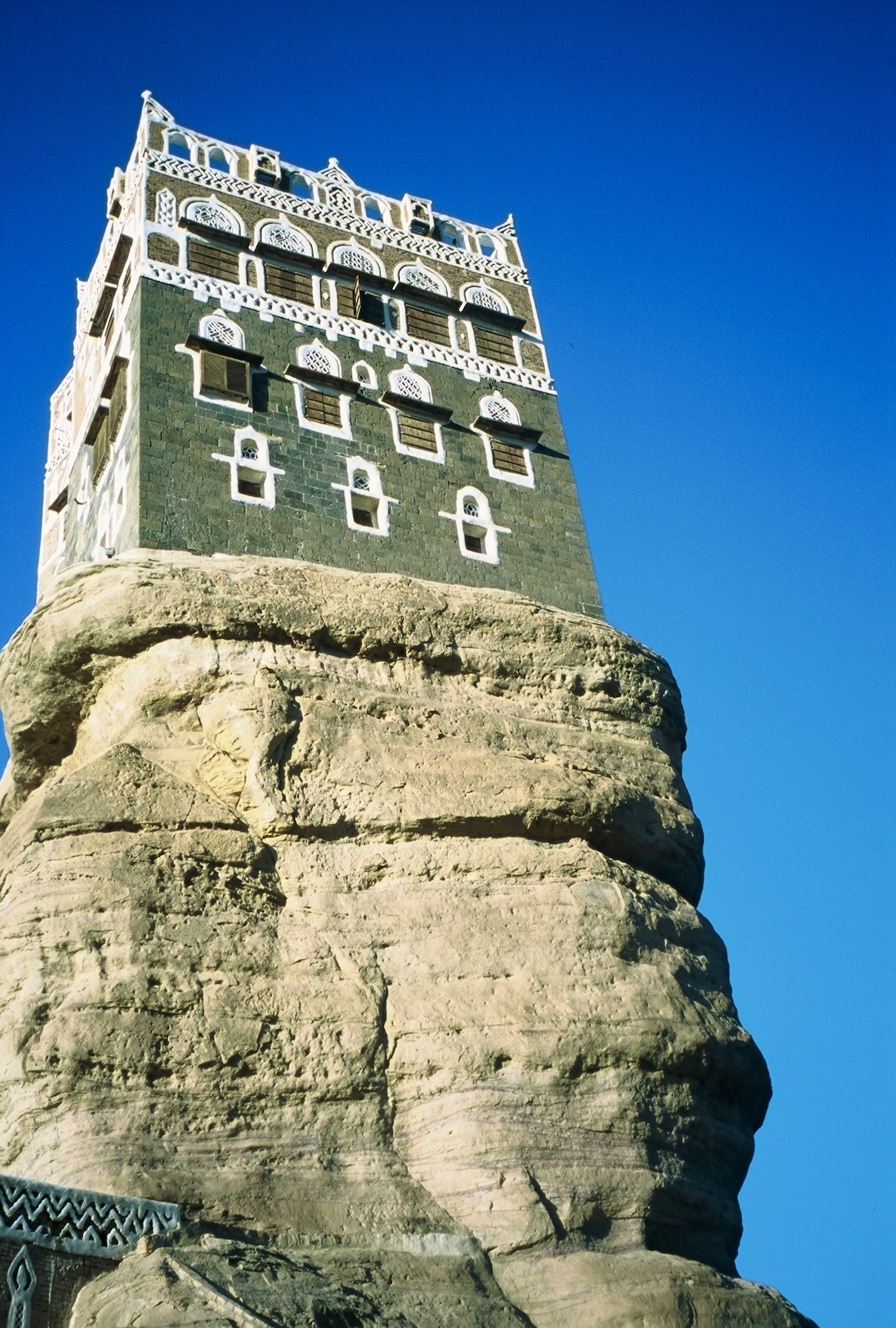
Die Residenz des Imams im Wadi Dhar

Yahya Muhammad Hamid ad-Din (arabisch يحيى محمد حميد الدين, DMG Yaḥyā Muḥammad Ḥamid ad-Dīn; * 18. Juni 1869; † 17. Februar 1948) war ein schiitischer Imam und König von Jemen (1904–1948).

## Leben
Ein antiosmanischer Aufstand unter seiner Führung vertrieb 1904 die Osmanen aus dem Nordjemen. Die Stadt Sanaa ließ er 1904 belagern und zahlreiche Juden ermorden oder ab 1909 zum Islam zwangskonvertieren. Er führte die Scharia ein. 1911 wurde er im Nordjemen als Herrscher anerkannt. 1918 wurde der nördliche Jemen unabhängig.
1922 führte Yahya ein vor längerer Zeit außer Kraft gesetztes Gesetz aus dem 17. Jahrhundert wieder ein, das damals nur selten angewendet worden war. Es sah vor, dass jüdische Kinder bis 13 Jahren zum Islam zwangskonvertiert wurden, sobald die Eltern gestorben waren, was angesichts der geringen Lebenserwartung häufig vorkam. 1923 wurden deshalb in al-Hudaida 43 jüdische Waisen zur öffentlich veranstalteten Konversion einberufen, was unter Anwendung von Schlägen und teilweise auch Folter geschah. Die von der jüdischen Gemeinde abverlangte Geldsumme zum Freikauf der Waisen war so hoch, dass sie das Geld nicht aufbringen konnte. Da das Dekret von seiner Administration in ländlichen Gebieten kaum umgesetzt wurde, intervenierte er oft persönlich mit aller Gewalt.
Nach der Anerkennung durch das Vereinigte Königreich nahm Yahya 1926 den Königstitel an und begann mit der Modernisierung des Landes. 1934 kam es zum Krieg mit Saudi-Arabien um die Provinz Asir, wobei Jemen seine Ansprüche nicht durchsetzen konnte. Saudi-Arabien gewann den saudi-jemenitischen Krieg, der ca. 2100 Menschen das Leben kostete. Yahya wurde am 17. Februar 1948 bei einer Palastrevolte ermordet. Nachfolger wurde sein Sohn Ahmad ibn Yahya.